# Edison (Washington)
Edison az Amerikai Egyesült Államok északnyugati részén, Washington állam Skagit megyéjében elhelyezkedő település.
Edison önkormányzattal nem rendelkező, úgynevezett statisztikai település; a Népszámlálási Hivatal nyilvántartásában szerepel, de közigazgatási feladatait Skagit megye látja el. A 2010. évi népszámlálási adatok alapján 133 lakosa van.

## Története
A Thomas Alva Edison amerikai feltalálóról elnevezett település első lakója az 1869-ben letelepedő Ben Samson volt.
1987-ben a település közelében egy szocialista kolóniát alapítottak, amely 1903-ig maradt fenn. Az Industrial Freedom című újságra háromezren fizettek elő.

## Népesség
A település népességének változása:

| 2000 | 133 |
| 2020 | 240 |

## Oktatás
Az 1914-ben megnyílt középiskola később a Burlington–Edisoni Tankerület részeként új helyszínen működött. Az eredeti épületet 1996-ban lebontották, és helyén általános iskolát létesítettek.

## Nevezetes személyek
- Edward R. Murrow, műsorvezető[10]
- George Boomer és Harry Ault újságírók, a szocialista kolónia tagjai[11]

## Fordítás
- Ez a szócikk részben vagy egészben  az   Edison, Washington című angol Wikipédia-szócikk ezen változatának fordításán alapul.  Az eredeti cikk szerkesztőit annak laptörténete sorolja fel. Ez a jelzés csupán a megfogalmazás eredetét és a szerzői jogokat jelzi, nem szolgál a cikkben szereplő információk forrásmegjelöléseként.